# 1550-es évek
Évszázadok: 15. század · 16. század · 17. század
Évtizedek: 1500-as évek · 1510-es évek · 1520-as évek · 1530-as évek · 1540-es évek · 1550-es évek · 1560-as évek · 1570-es évek · 1580-as évek · 1590-es évek · 1600-as évek
Évek: 1550 · 1551 · 1552 · 1553 · 1554 · 1555 · 1556 · 1557 · 1558 · 1559

## Háború és politika
- I. Ferdinánd kivégezteti Fráter Györgyöt
- Az oszmánok újabb magyar várakat foglalnak el: Temesvár (Losonczi védelme alatt), Drégely (Szondy György védelme alatt), Gyarmat, Kékkő, Hollókő, Buják és Szolnok. Egyedül Eger menekül meg, amelyet Dobó István várkapitány véd
- A portugálok bérbe veszik a dél-kínai Makaót.[1]

## A világ vezetői
- I. Ferdinánd (Magyar Királyság)  (1526–1564† ), (Erdélyi Fejedelemség 1551–1556)
- Fráter György (Erdélyi Fejedelemség) (1542–1551† )
- Izabella királyné (Erdélyi Fejedelemség) (1556–1559† )
- II. János (Erdélyi Fejedelemség) (1559–1571† )
- Nagy Szulejmán, akinek uralkodása idején Törökország virágzásának tetőfokán volt